# 泰寧寺 (群馬県みなかみ町)
泰寧寺（たいねいじ）は、群馬県利根郡みなかみ町にある曹洞宗の寺院。

## 歴史
1309年（康永元年）、真改によって開山された。当初は天台宗の寺院であったが、後に曹洞宗に転宗している。
1537年（天文6年）、玉泉寺8世住職洞庵文曹によって中興された。
また、秋葉三尺坊大権現も祀っており、別名「火防守護の寺」ともいわれている。

## 文化財
- 泰寧寺本堂欄間及び須彌壇（群馬県指定重要文化財 昭和26年10月5日指定）[3]
- 泰寧寺山門（群馬県指定重要文化財 昭和28年8月25日指定）[3]

## 交通アクセス
- 月夜野ICより車17分。